# P.L. Kramerbrug
De P.L. Kramerbrug (brug nr. 400, in de volksmond Pieter Kramerbrug) is een vaste brug in Amsterdam-Zuid. De brug is vernoemd naar zijn architect, Pieter Lodewijk Kramer, die, naast deze, enkele honderden andere bruggen in Amsterdam ontworpen heeft.

## Ligging
Ze is gelegen in de Amsteldijk over het Amstelkanaal in Amsterdam. Burgemeester en wethouders in Amsterdam hadden in december 1919 besloten, dat de tijd rijp was voor een tweetal bruggen in het plan Uitbreiding-Zuid. Het ging om deze brug en de brug 401 in de Van Woustraat over het Amstelkanaal. Er werd een budget vrijgemaakt van 600.000 gulden, waarbij voorrang werd geboden aan de bouw van brug 400. Er werd druk gebouwd aan bruggen aan over het Amstelkanaal, maar andere overspanningen moesten het voorlopig doen met noodbruggen. Het ontwerp van Kramer dateerde al van 1917 en werd steeds aangepast.

## Origineel
De brug werd een toonbeeld van bouwen in de Amsterdamse School en in 2004 benoemd tot rijksmonument. De brug is opgetrokken uit horizontaal en verticaal gemetseld baksteen afgewisseld met vlakken en blokjes natuursteen. Opvallend aan de brug zijn ook de koppijlers, die ook een afwisseling laten zien van genoemde materialen, die voorts nog afgedekt zijn met legstenen in de vormen van zeedieren (zeehonden), geleverd door Hildo Krop. Ander beeldhouwwerk is terug te vinden in natuurstenen pilaren op de brug, waarin omhoogdraaiende groeven zijn verwerkt. Tussen landhoofden en brug zijn nog beeldhouwwerken te zien in de vorm van ridders (Amstelzijde) en Gijsbrecht van Aemstel en koggeschip (kanaalzijde). De balustrades van de bruggen zijn aan beide zijden uitgewerkt in sierlijk smeedijzerwerk. Er worden golfbewegingen in herkend en tuigages van schepen. Aan de kanaalzijde zijn nog twee kiosken te vinden, waarin sommigen een ridderharnas zien, uitgevoerd op een zeshoekig oppervlak met onder andere getand metselwerk. De muren daarvan zijn dan nog in reliëf uitgevoerd met de voor de Amsterdamse Bouwstijl karakteristieke spleetramen. Bovenop die kiosken zijn maïskolfachtige ornamenten te zien. Ook de van de latere werken van Kramer bekende zitjes ontbreken niet (Amstelzijde), ook weer met golfmotief. Verder moeten nog genoemd worden de kleine smeedijzeren hekwerkjes, die gemonteerd zijn op de voeten van de brugpijlers.
De baas van de Dienst der Publieke Werken Andries Wilhelm Bos, die had gezorgd voor de aanstelling van Piet Kramer zag  in 1925 de uiteindelijke brug als een grote vooruitgang binnen de bruggenbouw en voorbeeld voor de volgende vijfentwintig jaar.  

## Renovatie
In 1949 kreeg de brug een grote onderhoudsbeurt. Begin 21e eeuw werd geconstateerd dat het brugdek en de brugpijlers in matige staat verkeerden. Om te voorkomen dat dat deel van de brug het zware verkeer van de 21e eeuw niet meer aankon werd besloten die delen af te breken en te vernieuwen, Daarbij moest de brug zoveel mogelijk in de oude staat worden teruggebracht en werd de renovatie begeleid door het Bureau Monumenten en Archeologie. De brug werd in de zomer van 2012 afgesloten voor verkeer; voetgangers en fietsers konden via een noodbrug het Amstelkanaal passeren. De leuningen werden verwijderd en gerenoveerd. Daarna werd het brugdek afgebroken. Daarna werden damwanden rond te pijlers geslagen en werden die pijlers afgebroken tot op de houten paalfundering aan toe. Om het nieuwe zware brugdek te kunnen blijven dragen werd die houten paalfundering uitgebreid met stalen pijlers. Vervolgens werden de brugpijlers in originele staat weer opgebouwd. Tegelijkertijd werd in de landhoofden ook stalen pijlers geplaatst met daarop een constructie over het kanaal. Die vernieuwde constructie is van buitenaf niet te zien. Op de stalen constructie werden de nieuwe stalen brugliggers geplaatst en kwam ook het betonnen wegdek en ook de leuningen kwamen terug. Kramers zoon Friso Kramer (industrieel vormgever) opende de vernieuwde brug op 21 september 2013.

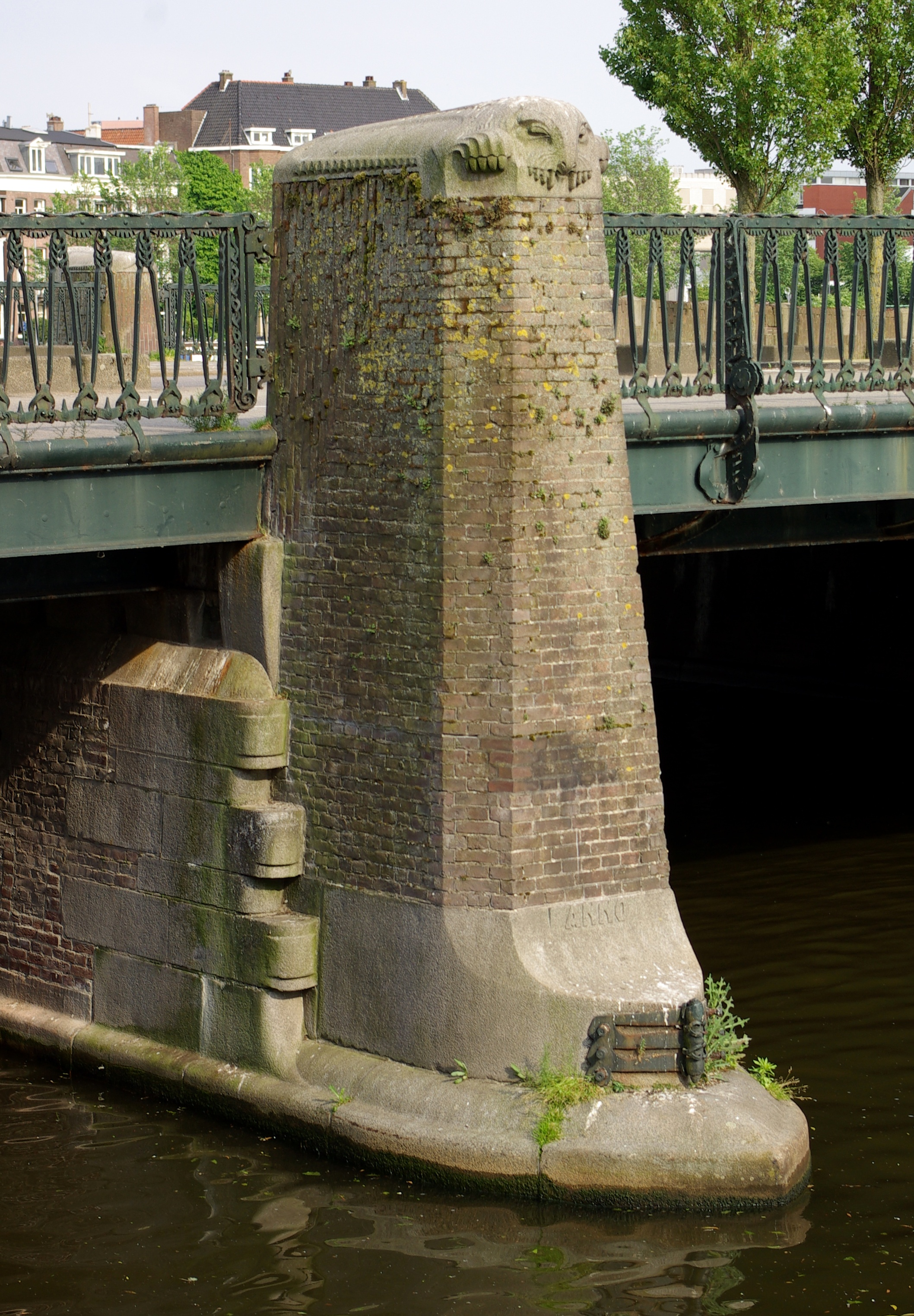
Beeld van zeehond/leeuw door Krop op bruggensteun
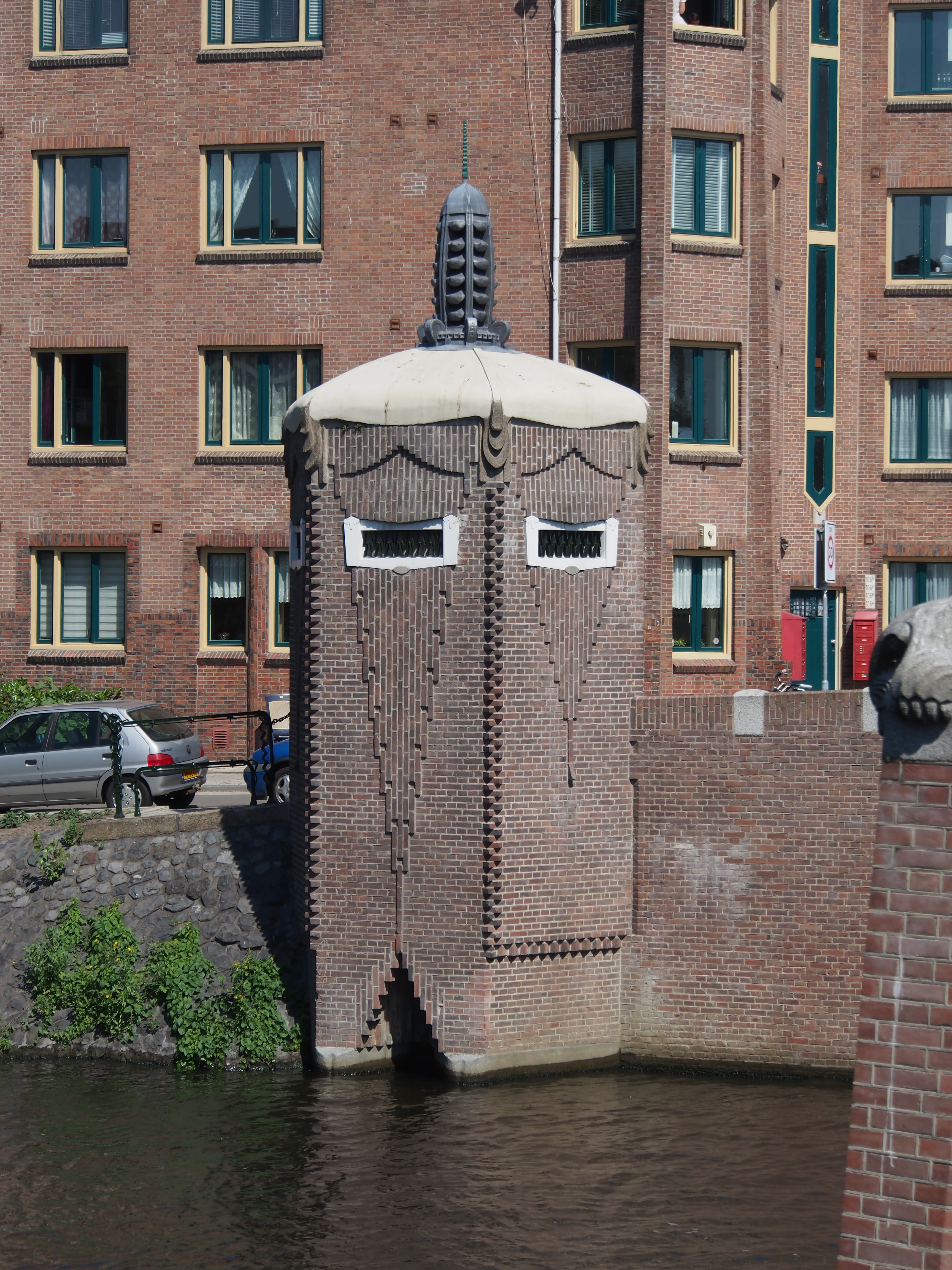
Brughuisje
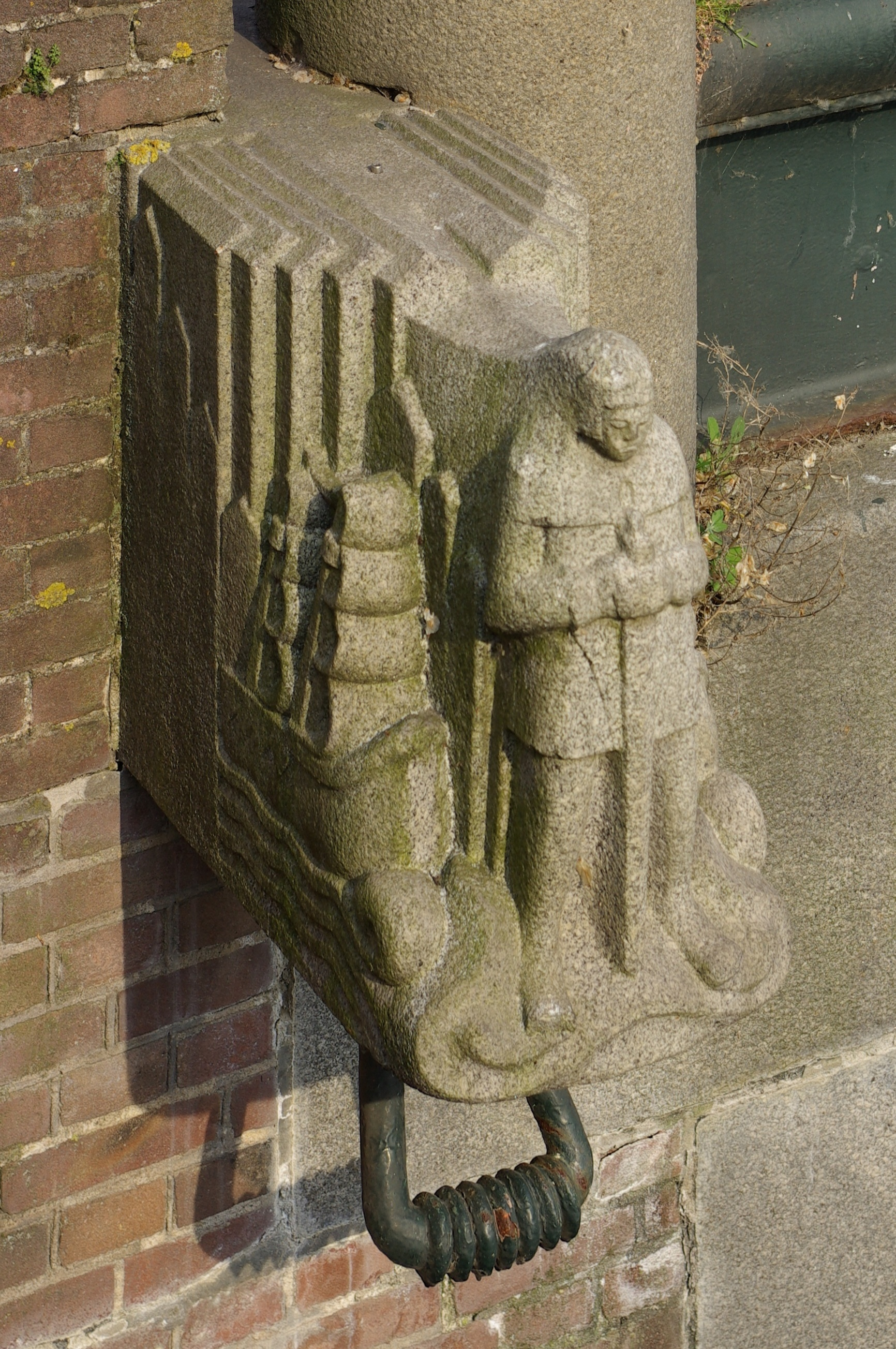
Beeldhouwwerk

<<< · 400 · 401 · 402 · 403 · 404 · 405 · 406 · 407 · 408 · 409 · 410 · 411 · 413 · 414 · 415 · 416 · 417 · 418 · 419 · 420 · 421 · 422 · 423 · 424 · 425 · 427 · 429 · 430 · 431 · 432 · 433 · 434 · 435 · 436 · 437 · 438 · 439 · 440 · 441 · 442 · 443 · 444 · 445 · 446 · 447 · 448 · 449 · 450 · 451 · 452 · 453 · 454 · 455 · 456 · 457 · 458 · 459 · 460 · 461 · 462 · 463 · 464 · 465 · 466 · 469 · 470 · 471 · 472 · 473 · 474 · 475 · 476 · 478 · 479 · 480 · 482 · 483 · 485 · 486 · 487 · 488 · 489 · 490 · 491 · 492 · 493 · 494 · 495 · 496 · 497 · 499 · >>>
Brugnummers 412, 426, 428, 467, 468, 477, 481, 484 en 498 zijn niet (meer) vergeven.